# Мирне (Конотопський район)
Мирне —  селище в Україні, у Кролевецькій міській громаді Конотопського району Сумської області. Населення становить 23 осіб. До 2020 орган місцевого самоврядування — Буйвалівська сільська рада.

## Географія
Селище Мирне знаходиться на відстані 0,5 км від сіл Буйвалове і Миколаєнкове. По селу протікає пересихаючий струмок з заплавами. До села примикає кілька невеликих лісових масивів. За 3 км проходить автомобільна дорога М02 E101.

## Історія
12 червня 2020 року, відповідно до розпорядження Кабінету Міністрів України № 723-р «Про визначення адміністративних центрів та затвердження територій територіальних громад Сумської області», селище увійшло до складу Кролевецької міської громади.
19 липня 2020 року, в результаті адміністративно-територіальної реформи та ліквідації Кролевецького району, увійшло до складу новоутвореного Конотопського району.

## Символіка
Голуб і голубка, оливкові гілочки, неба блакить і зірка (безхмарне небо) як символи миру та літера «М» на гербі вказують на назву населеного пункту (герб є промовистим). Крім того голуб і голубка частий мотив на весільних кролевецьких рушниках. Червоний колір - кролевецька громада.